# Lista de canções apresentadas em Lost
Esta é uma lista de canções incidentais de Lost. 

## Canções

### Primeira temporada
| # | Título da canção                               | Artista                                | Título do episódio         |
| - | ---------------------------------------------- | -------------------------------------- | -------------------------- |
| 1 | "Leavin' on Your Mind"                         | Patsy Cline                            | "Tabula Rasa"              |
| 2 | "Wash Away (Reprise)"                          | Joe Purdy                              | "Tabula Rasa"              |
| 3 | "Are You Sure?"                                | Willie Nelson                          | "House of the Rising Sun"  |
| 4 | "You All Everybody"                            | Drive Shaft (banda fictícia)           | "The Moth"                 |
| 5 | "I Shall Not Walk Alone"                       | Ben Harper e The Blind Boys of Alabama | "Confidence Man"           |
| 6 | "La Mer" (cantada por Shannon)                 | Charles Trenet                         | "Whatever the Case May Be" |
| 7 | "Delicate"                                     | Damien Rice                            | "...In Translation"        |
| 8 | "I Got You (I Feel Good)" (cantada por Hurley) | James Brown                            | "The Greater Good"         |
| 9 | "Redemption Song" (cantada por Sawyer)         | Bob Marley                             | "Exodus: Parte 2"          |

### Segunda temporada
| #  | Título da canção                              | Artista                   | Título do episódio                       |
| -- | --------------------------------------------- | ------------------------- | ---------------------------------------- |
| 1  | "Make Your Own Kind of Music"                 | Mama Cass                 | "Man of Sciente, Man of Faith", "Adrift" |
| 2  | "My Conversation"                             | The Uniques               | "Everybody Hates Hugo"                   |
| 3  | "Easy Money"                                  | Billy Joel                | "Everybody Hates Hugo"                   |
| 4  | "Up on the Roof"                              | The Drifters              | "Everybody Hates Hugo"                   |
| 5  | "Stay (Wasting Time)"                         | Dave Matthews Band        | "Abandoned"                              |
| 6  | "Outside"                                     | Staind                    | "Collision"                              |
| 7  | "Walking After Midnight"                      | Patsy Cline               | "What Kate Did", "Two for the Road"      |
| 8  | "The End of the World"                        | Skeeter Davis             | "What Kate Did"                          |
| 9  | "He's Evil" (cantada por Charlie)             | The Kinks                 | "The 23rd Psalm", "Fire + Water"         |
| 10 | "Fall on Me"                                  | Pousette-Dart Band        | "The Hunting Party"                      |
| 11 | "Papa Loves Mambo"                            | Perry Como                | "Fire + Water"                           |
| 12 | "Moonlight Serenade"                          | Glenn Miller              | "The Long Con"                           |
| 13 | "Catch a Falling Star"                        | Perry Como                | "Maternity Leave"                        |
| 14 | "Pushin' Too Hard"                            | The Seeds                 | "The Whole Truth"                        |
| 15 | "Compared to What"                            | Les McCann & Eddie Harris | "Lockdown"                               |
| 16 | "These Arms of Mine"                          | Otis Redding              | "S.O.S."                                 |
| 17 | "Hard Way"                                    | Kasey Chambers            | "Two for the Road"                       |
| 18 | "Voi, Che Sapete"                             | Mozart                    | "Live Together Die Alone"                |
| 19 | "Chains and Things"                           | B.B. King                 | "Live Together Die Alone"                |
| 20 | "The Land of Two Rivers" (cantada por Kelvin) | B.B. King                 | "Live Together Die Alone"                |

### Terceira temporada
| #  | Título da canção                                  | Artista                      | Título do episódio                                    |
| -- | ------------------------------------------------- | ---------------------------- | ----------------------------------------------------- |
| 1  | "Downtown"                                        | Petula Clark                 | "A Tale of Two Cities", "One of Us"                   |
| 2  | "Moonlight Serenade"                              | Glenn Miller                 | "A Tale of Two Cities"                                |
| 3  | "The Thunderer"                                   | John Philip Sousa            | "A Tale of Two Cities"                                |
| 4  | "Feel Like Going Home"                            | Corey Harris                 | "Further Instructions"                                |
| 5  | "Eko Lagos"                                       | Femi Kuti                    | "The Cost of Living"                                  |
| 6  | "I Wonder"                                        | Brenda Lee                   | "The Cost of Living"                                  |
| 7  | "Slowly"                                          | Ann Margret                  | "I Do"                                                |
| 8  | "Marcha Nupcial"                                  | Felix Mendelssohn            | "I Do"                                                |
| 9  | "Building a Mystery"                              | Sarah McLachlan              | "Flashes Before Your Eyes"                            |
| 10 | "Make Your Own Kind of Music"                     | Mama Cass                    | "Flashes Before Your Eyes"                            |
| 11 | "Wonderwall" (cantada por Charlie)                | Oasis                        | "Flashes Before Your Eyes", "Greatest Hits"           |
| 12 | "Show Me the Way to Go Home" (cantada por Sawyer) | Emerson Lake and Palmer      | "Stranger in a Strange Land"                          |
| 13 | "Shambala"                                        | Three Dog Night              | "Tricia Tanaka is Dead", "The Man Behind the Curtain" |
| 14 | "Rump Shaker"                                     | Wreckx-N-Effect              | "Exposé"                                              |
| 15 | "Walking After Midnight"                          | Patsy Cline                  | "Left Behind"                                         |
| 16 | "You All Everybody"                               | Drive Shaft (banda fictícia) | "Greatest Hits"                                       |
| 17 | "Scentless Apprentice"                            | Nirvana                      | "Through the Looking Glass"                           |
| 18 | "Good Vibrations"                                 | The Beach Boys               | "Through the Looking Glass"                           |

### Quarta temporada
| # | Título da canção      | Artista                                       | Título do episódio   |
| - | --------------------- | --------------------------------------------- | -------------------- |
| 1 | "If You Stayed Over"  | Bonobo e Fink                                 | "The Economist"      |
| 2 | "She's Got You"       | Patsy Cline                                   | "Eggtown"            |
| 3 | "Xanadu"              | Olivia Newton-John e Electric Light Orchestra | "Eggtown"            |
| 4 | "It's Getting Better" | Mama Cass                                     | "Meet Kevin Johnson" |

## Trilhas sonoras
A música incidental de Lost é composta, orquestrada e produzida por Michael Giacchino.

### Primeira temporada
Em 21 de março de 2006, a gravadora Varèse Sarabande lançou a trilha sonora original da primeira temporada de Lost. O álbum incluía algumas versões completas dos temas mais populares da temporada e a música de abertura, que foi composta pelo criador do programa, J.J. Abrams. A lista de faixas é a seguinte:
| #  | Título da faixa                          | Duração da faixa | Título do episódio                       |
| -- | ---------------------------------------- | ---------------- | ---------------------------------------- |
| 1  | "Main Title" (composta por J.J. Abrams)  | 0:16             |                                          |
| 2  | "The Eyeland"                            | 1:58             | "Pilot (Part 1)"                         |
| 3  | "World's Worst Beach Party"              | 2:44             | "Pilot (Part 1)"                         |
| 4  | "Credit Where Credit Is Due"             | 2:23             | "Pilot (Part 1)"                         |
| 5  | "Run Like, Um... Hell?"                  | 2:21             | "Pilot (Part 1)"                         |
| 6  | "Hollywood and Vines"                    | 1:52             | "Pilot (Part 2)"                         |
| 7  | "Just Die Already"                       | 1:51             | "Tabula Rasa"                            |
| 8  | "Me and My Big Mouth"                    | 1:06             | "Tabula Rasa"                            |
| 9  | "Crocodile Locke"                        | 1:49             | "Walkabout"                              |
| 10 | "Win One for the Reaper "                | 2:38             | "White Rabbit"                           |
| 11 | "Departing Sun"                          | 2:42             | "House of the Rising Sun"                |
| 12 | "Charlie Hangs Around"                   | 3:17             | "All the Best Cowboys Have Daddy Issues" |
| 13 | "Navel Gazing"                           | 3:24             | "Whatever the Case May Be"               |
| 14 | "Proper Motivation"                      | 2:00             | "Hearts and Minds"                       |
| 15 | "Run Away! Run Away!"                    | 0:30             | "Hearts and Minds"                       |
| 16 | "We're Friends"                          | 1:32             | "Homecoming"                             |
| 17 | "Getting Ethan"                          | 1:35             | "Homecoming"                             |
| 18 | "Thinking Clairely"                      | 1:04             | "Outlaws"                                |
| 19 | "Locke'd Out Again"                      | 3:30             | "Deus Ex Machina"                        |
| 20 | "Life and Death"                         | 3:39             | "Do No Harm"                             |
| 21 | "Booneral"                               | 1:38             | "The Greater Good"                       |
| 22 | "Shannonigans"                           | 2:25             | "The Greater Good"                       |
| 23 | "Kate's Motel"                           | 2:07             | "Born to Run"                            |
| 24 | "I've Got a Plane to Catch"              | 2:37             | "Exodus (Part 2)"                        |
| 25 | "Monsters Are Such Innnteresting People" | 1:29             | "Exodus (Part 2)"                        |
| 26 | "Parting Words"                          | 5:30             | "Exodus (Part 1)"                        |
| 27 | "Oceanic 815"                            | 6:11             | "Exodus (Part 2)"                        |

### Segunda temporada
Em 3 de outubro de 2006, a Varèse Sarabande lançou outra trilha sonora com música composta por Giacchino da segunda temporada do programa. A lista de faixas é a seguinte:
| #  | Título da faixa                         | Duração da faixa | Título do episódio             |
| -- | --------------------------------------- | ---------------- | ------------------------------ |
| 1  | "Main Title" (composta por J.J. Abrams) | 0:17             |                                |
| 2  | "Peace Through Superior Firepower"      | 1:26             | "Man of Science, Man of Faith" |
| 3  | "The Final Countdown"                   | 5:48             | "Orientation"                  |
| 4  | "World's Worst Landscaping"             | 1:17             | "Everybody Hates Hugo"         |
| 5  | "Mess It All Up"                        | 1:27             | "Everybody Hates Hugo"         |
| 6  | "Hurley's Handouts"                     | 4:42             | "Everybody Hates Hugo"         |
| 7  | "Just Another Day on the Beach"         | 2:47             | "The Other 48 Days"            |
| 8  | "Ana Cries"                             | 1:48             | "The Other 48 Days"            |
| 9  | "The Tribes Merge"                      | 2:03             | "The Other 48 Days"            |
| 10 | "The Gathering"                         | 4:19             | "Collision"                    |
| 11 | "Shannon's Funeral"                     | 2:12             | "What Kate Did"                |
| 12 | "All's Forgiven... Except Charlie"      | 5:19             | "The 23rd Psalm"               |
| 13 | "Charlie's Dream"                       | 1:50             | "Fire + Water"                 |
| 14 | "Charlie's Temptation"                  | 0:51             | "Fire + Water"                 |
| 15 | "A New Trade"                           | 2:39             | "One of Them"                  |
| 16 | "Mapquest"                              | 0:39             | "Lockdown"                     |
| 17 | "Claire's Escape"                       | 3:44             | "Maternity Leave"              |
| 18 | "The Last to Know"                      | 2:21             | "The Whole Truth"              |
| 19 | "Rose and Bernard"                      | 2:39             | "S.O.S."                       |
| 20 | "Toxic Avenger"                         | 0:40             | "Live Together, Die Alone"     |
| 21 | "I Crashed Your Plane, Brotha"          | 1:45             | "Live Together, Die Alone"     |
| 22 | "Eko Blaster"                           | 1:44             | "Live Together, Die Alone"     |
| 23 | "The Hunt"                              | 3:57             | "Live Together, Die Alone"     |
| 24 | "McGale's Navy"                         | 2:22             | "Live Together, Die Alone"     |
| 25 | "Bon Voyage, Traitor"                   | 5:30             | "Live Together, Die Alone"     |
| 26 | "End Title"                             | 0:32             |                                |